# 千家潔
千家 潔（せんげ きよし、1919年〈大正8年〉- 1994年〈平成6年〉）は、日本の洋画家。詩人、千家元麿の次男として東京都に生まれる。立教大学卒。

## 作風
ギリシャや日本の神話を題材にした作品を数多く遺しており、古代フレスコ画を連想させるかのような、独特の表現技法には、モネやルノワールなどの、後期印象派へと通ずるものが観られ、繊細、かつ柔和なタッチと淡くも克明なる色遣いからは、鑑賞する者に安堵なる余韻をもたらす。また、ありとあらゆる美術団体に属することを好まず、1994年に75歳で亡くなるまでの間、生涯在野の画家として活躍したことでも知られている。
千家という名からも、本家は出雲国造の出身であり、古い豪族の出に由来している点からも、彼が神話をモチーフにした作品を、数多く制作してきた背景には、由緒ある血縁にも、多少は影響されていたためではないかと考えられる。

## 代表作
- 「ギリシャ神話より」
- 「ペルセウスとアンドロメダ」
- 「勝利のスフィンクス」